# Élections législatives de 2022 dans les Alpes-Maritimes
Les élections législatives françaises de 2022 se déroulent les 12 et 19 juin 2022. Dans les Alpes-Maritimes, neuf députés sont à élire dans le cadre de neuf circonscriptions.

## Contexte

### Résultats de l'élection présidentielle de 2022 par circonscription
| Circonscription | 1er tour | 1er tour | 1er tour  | 1er tour |         | 2d tour | 2d tour |
| Circonscription | Macron   | Le Pen   | Mélenchon | Zemmour  | Macron  | Le Pen  |         |
| --------------- | -------- | -------- | --------- | -------- | ------- | ------- | ------- |
| Circonscription |          |          |           |          |         |         |         |
| 1re             | 25,75 %  | 20,63 %  | 21,66 %   | 14,62 %  | 56,91 % | 43,09 % |         |
| 2e              | 22,69 %  | 29,10 %  | 16,95 %   | 11,93 %  | 46,11 % | 53,89 % |         |
| 3e              | 24,17 %  | 23,82 %  | 21,88 %   | 13,48 %  | 54,01 % | 45,99 % |         |
| 4e              | 22,61 %  | 31,69 %  | 13,71 %   | 14,53 %  | 42,55 % | 57,45 % |         |
| 5e              | 22,56 %  | 28,24 %  | 17,30 %   | 13,98 %  | 47,25 % | 52,75 % |         |
| 6e              | 25,26 %  | 29,54 %  | 13,09 %   | 14,87 %  | 47,12 % | 52,88 % |         |
| 7e              | 29,53 %  | 23,02 %  | 14,80 %   | 13,09 %  | 56,42 % | 43,58 % |         |
| 8e              | 25,51 %  | 26,32 %  | 15,25 %   | 16,58 %  | 50,22 % | 49,78 % |         |
| 9e              | 26,52 %  | 27,48 %  | 14,76 %   | 13,21 %  | 50,57 % | 49,43 % |         |

## Système électoral
Les élections législatives ont lieu au scrutin uninominal majoritaire à deux tours dans des circonscriptions uninominales.
Est élu au premier tour le candidat qui réunit la majorité absolue des suffrages exprimés et un nombre de voix au moins égal au quart (25 %) des électeurs inscrits dans la circonscription. Si aucun des candidats ne satisfait ces conditions, un second tour est organisé entre les candidats ayant réuni un nombre de voix au moins égal à un huitième des inscrits (12,5 %) ; les deux candidats arrivés en tête du premier tour se maintiennent néanmoins par défaut si un seul ou aucun d'entre eux n'a atteint ce seuil. Au second tour, le candidat arrivé en tête est déclaré élu.
Le seuil de qualification basé sur un pourcentage du total des inscrits et non des suffrages exprimés rend plus difficile l'accès au second tour lorsque l'abstention est élevée. Le système permet en revanche l'accès au second tour de plus de deux candidats si plusieurs d'entre eux franchissent le seuil de 12,5 % des inscrits. Les candidats en lice au second tour peuvent ainsi être trois, un cas de figure appelé « triangulaire ». Les second tours où s'affrontent quatre candidats, appelés « quadrangulaire » sont également possibles, mais beaucoup plus rares.

### Partis et nuances
Les résultats des élections sont publiés en France par le ministère de l'Intérieur, qui classe les partis en leur attribuant des nuances politiques. Ces dernières sont décidées par les préfets, qui les attribuent indifféremment de l'étiquette politique déclarée par les candidats, qui peut être celle d'un parti ou une candidature sans étiquette.
En 2022, seules les coalitions Ensemble (ENS) et Nouvelle Union populaire écologique et sociale (NUP), ainsi que le Parti radical de gauche (RDG), l'Union des démocrates et indépendants (UDI), Les Républicains (LR), le Rassemblement national (RN) et Reconquête (REC) se voient attribuer en 2022 une nuance propre,,.
Tous les autres partis se voient attribuer l'une ou l'autre des nuances suivantes : DXG (divers extrême gauche), DVG (divers gauche), ECO (écologiste), REG (régionaliste), DVC (divers centre), DVD (divers droite), DSV (droite souverainiste) et DXD (divers extrême droite). Des partis comme Debout la France ou Lutte ouvrière ne disposent ainsi pas de nuance propre, et leurs résultats nationaux ne sont pas publiés séparément par le ministère, car mélangés avec d'autres partis (respectivement dans les nuances DSV et DXG),.

## Résultats

### Élus
| Circonscription                                 | Député sortant             | Parti | Parti | Député élu ou réélu  | Parti | Parti |
| ----------------------------------------------- | -------------------------- | ----- | ----- | -------------------- | ----- | ----- |
| 1re                                             | Éric Ciotti                |       | LR    | Éric Ciotti          |       | LR    |
| 2e                                              | Loïc Dombreval             |       | LREM  | Lionel Tivoli        |       | RN    |
| 3e                                              | Cédric Roussel*            |       | LREM  | Philippe Pradal      |       | HOR   |
| 4e                                              | Alexandra Valetta-Ardisson |       | LREM  | Alexandra Masson     |       | RN    |
| 5e                                              | Marine Brenier             |       | HOR   | Christelle D'Intorni |       | LR    |
| 6e                                              | Laurence Trastour-Isnart   |       | LR    | Bryan Masson         |       | RN    |
| 7e                                              | Éric Pauget                |       | LR    | Éric Pauget          |       | LR    |
| 8e                                              | Bernard Brochand*          |       | LR    | Alexandra Martin     |       | LR    |
| 9e                                              | Michèle Tabarot            |       | LR    | Michèle Tabarot      |       | LR    |
| * député sortant ne se représentant pas en 2022 |                            |       |       |                      |       |       |

### Résultats à l'échelle du département

#### Résultats par coalition
| Parti et coalition                                           | Parti et coalition                                           | Parti et coalition                            | Premier tour | Premier tour | Premier tour | Second tour   | Second tour   | Second tour | Total Sièges  | +/-           |  |
| Parti et coalition                                           | Parti et coalition                                           | Parti et coalition                            | Voix         | %            | Sièges       | Voix          | %             | Sièges      | Total Sièges  | +/-           |  |
| ------------------------------------------------------------ | ------------------------------------------------------------ | --------------------------------------------- | ------------ | ------------ | ------------ | ------------- | ------------- | ----------- | ------------- | ------------- |  |
|                                                              |                                                              | Horizons (H)                                  | 46 896       | 13,49        | 0            | 75 603        | 24,80         | 1           | 1             | Nv            |  |
|                                                              | La République en marche (LREM)                               | 32 764                                        | 9,42         | 0            | 46 305       | 15,19         | 0             | 0           | 3             |               |  |
| Total Ensemble (ENS)                                         | Total Ensemble (ENS)                                         | 79 660                                        | 22,91        | 0            | 121 908      | 39,99         | 1             | 1           | 2             |               |  |
|                                                              |                                                              | Les Républicains (LR)                         | 78 595       | 22,60        | 0            | 101 592       | 33,32         | 5           | 5             | 1             |  |
| Total Union de la droite et du centre (UDC)                  | Total Union de la droite et du centre (UDC)                  | 78 595                                        | 22,60        | 0            | 101 592      | 33,32         | 5             | 5           | 1             |               |  |
|                                                              | Rassemblement national (RN)                                  | Rassemblement national (RN)                   | 70 829       | 20,37        | 0            | 67 254        | 22,06         | 3           | 3             | 3             |  |
|                                                              |                                                              | La France insoumise (LFI)                     | 39 877       | 11,47        | 0            | 14 111        | 4,63          | 0           | 0             | en stagnation |  |
|                                                              | Europe Écologie Les Verts (EELV)                             | 7 052                                         | 2,03         | 0            |              |               |               | 0           | en stagnation |               |  |
|                                                              | Parti communiste français (PCF)                              | 5 803                                         | 1,67         | 0            | 0            | en stagnation |               |             |               |               |  |
|                                                              | Parti socialiste (PS)                                        | 5 395                                         | 1,55         | 0            | 0            | en stagnation |               |             |               |               |  |
| Total Nouvelle Union populaire écologique et sociale (NUPES) | Total Nouvelle Union populaire écologique et sociale (NUPES) | 58 127                                        | 16,72        | 0            | 14 111       | 4,63          | 0             | 0           | en stagnation |               |  |
|                                                              | Reconquête (REC)                                             | Reconquête (REC)                              | 27 281       | 7,85         | 0            |               |               |             | 0             | Nv            |  |
|                                                              |                                                              | Mouvement hommes animaux nature (MHAN)        | 9 216        | 2,65         | 0            | 0             | en stagnation |             |               |               |  |
|                                                              | Le Mouvement pour les Animaux (LMPA)                         | 658                                           | 0,19         | 0            | 0            | Nv            |               |             |               |               |  |
| Total Tous unis pour le vivant (TUPV)                        | Total Tous unis pour le vivant (TUPV)                        | 9 874                                         | 2,84         | 0            | 0            | en stagnation |               |             |               |               |  |
|                                                              |                                                              | Les Patriotes (LP)                            | 3 290        | 0,95         | 0            | 0             | Nv            |             |               |               |  |
|                                                              | Debout la France (DLF)                                       | 2 204                                         | 0,63         | 0            | 0            | en stagnation |               |             |               |               |  |
| Total Union pour la France (UPF)                             | Total Union pour la France (UPF)                             | 5 494                                         | 1,58         | 0            | 0            | en stagnation |               |             |               |               |  |
|                                                              | Écologie au centre (EAC)                                     | Écologie au centre (EAC)                      | 4 357        | 1,25         | 0            | 0             | en stagnation |             |               |               |  |
|                                                              | Parti animaliste (PA)                                        | Parti animaliste (PA)                         | 3 267        | 0,94         | 0            | 0             | en stagnation |             |               |               |  |
|                                                              | Lutte ouvrière (LO)                                          | Lutte ouvrière (LO)                           | 1 895        | 0,54         | 0            | 0             | en stagnation |             |               |               |  |
|                                                              | Dissidents Ensemble                                          | Dissidents Ensemble                           | 1 812        | 0,52         | 0            | 0             | Nv            |             |               |               |  |
|                                                              | Le Mouvement de la ruralité (LMR)                            | Le Mouvement de la ruralité (LMR)             | 1 396        | 0,40         | 0            | 0             | Nv            |             |               |               |  |
|                                                              | Parti radical de gauche (PRG)                                | Parti radical de gauche (PRG)                 | 1 023        | 0,29         | 0            | 0             | Nv            |             |               |               |  |
|                                                              |                                                              | Gauche républicaine et socialiste (GRS)       | 950          | 0,27         | 0            | 0             | Nv            |             |               |               |  |
| Total Fédération de la gauche républicaine (FGR)             | Total Fédération de la gauche républicaine (FGR)             | 950                                           | 0,27         | 0            | 0            | Nv            |               |             |               |               |  |
|                                                              | Parti pirate (PP)                                            | Parti pirate (PP)                             | 756          | 0,22         | 0            | 0             | Nv            |             |               |               |  |
|                                                              | Place publique (PP)                                          | Place publique (PP)                           | 546          | 0,16         | 0            | 0             | Nv            |             |               |               |  |
|                                                              | Résistons (RES)                                              | Résistons (RES)                               | 539          | 0,15         | 0            | 0             | Nv            |             |               |               |  |
|                                                              | Dissidents Les Républicains                                  | Dissidents Les Républicains                   | 386          | 0,11         | 0            | 0             | Nv            |             |               |               |  |
|                                                              | Divers-Gens (DG)                                             | Divers-Gens (DG)                              | 348          | 0,10         | 0            | 0             | Nv            |             |               |               |  |
|                                                              | Ensemble pour les libertés (EPL)                             | Ensemble pour les libertés (EPL)              | 207          | 0,06         | 0            | 0             | Nv            |             |               |               |  |
|                                                              | Objectif France (OF)                                         | Objectif France (OF)                          | 137          | 0,04         | 0            | 0             | Nv            |             |               |               |  |
|                                                              | Parti ouvrier indépendant démocratique (POID)                | Parti ouvrier indépendant démocratique (POID) | 89           | 0,03         | 0            | 0             | Nv            |             |               |               |  |
|                                                              | Alliance du Peuple (AdP)                                     | Alliance du Peuple (AdP)                      | 72           | 0,02         | 0            | 0             | Nv            |             |               |               |  |
|                                                              |                                                              | Union citoyenne pour la liberté (UCPL)        | 71           | 0,02         | 0            | 0             | Nv            |             |               |               |  |
|                                                              | Espoir RIC 2022 (ER2022)                                     | 1                                             | 0,00         | 0            | 0            | Nv            |               |             |               |               |  |
| Total Convergence RIC (CRIC)                                 | Total Convergence RIC (CRIC)                                 | 72                                            | 0,02         | 0            | 0            | Nv            |               |             |               |               |  |
|                                                              | Sans étiquette (SE)                                          | Sans étiquette (SE)                           | 33           | 0,01         | 0            | 0             | en stagnation |             |               |               |  |
|                                                              |                                                              |                                               |              |              |              |               |               |             |               |               |  |
| Suffrages exprimés                                           | Suffrages exprimés                                           | Suffrages exprimés                            | 347 745      | 98,24        |              | 304 865       | 92,70         |             |               |               |  |
| Votes blancs                                                 | Votes blancs                                                 | Votes blancs                                  | 4 296        | 1,21         | 18 442       | 5,61          |               |             |               |               |  |
| Votes nuls                                                   | Votes nuls                                                   | Votes nuls                                    | 1 930        | 0,55         | 5 558        | 1,69          |               |             |               |               |  |
| Total                                                        | Total                                                        | Total                                         | 353 971      | 100          | 0            | 328 865       | 100           | 9           | 9             | en stagnation |  |
| Abstentions                                                  | Abstentions                                                  | Abstentions                                   | 429 234      | 54,80        |              | 454 405       | 58,01         |             |               |               |  |
| Inscrits/Participation                                       | Inscrits/Participation                                       | Inscrits/Participation                        | 783 205      | 45,20        | 783 270      | 41,99         |               |             |               |               |  |

#### Résultats par nuance
| Nuance                 | Nuance                                         | Nuance                 | Premier tour | Premier tour | Premier tour | Second tour | Second tour   | Second tour | Total Sièges | +/-           |  |
| Nuance                 | Nuance                                         | Nuance                 | Voix         | %            | Sièges       | Voix        | %             | Sièges      | Total Sièges | +/-           |  |
| ---------------------- | ---------------------------------------------- | ---------------------- | ------------ | ------------ | ------------ | ----------- | ------------- | ----------- | ------------ | ------------- |  |
|                        | Ensemble !                                     | ENS                    | 79 660       | 22,91        | 0            | 121 908     | 39,99         | 1           | 1            | 2             |  |
|                        | Les Républicains                               | LR                     | 78 595       | 22,60        | 0            | 101 592     | 33,32         | 5           | 5            | 1             |  |
|                        | Rassemblement national                         | RN                     | 70 829       | 20,37        | 0            | 67 254      | 22,06         | 3           | 3            | 3             |  |
|                        | Nouvelle Union populaire écologique et sociale | NUP                    | 58 127       | 16,72        | 0            | 14 111      | 4,63          | 0           | 0            | en stagnation |  |
|                        | Reconquête                                     | REC                    | 27 281       | 7,85         | 0            |             |               |             | 0            | Nv            |  |
|                        | Ecologistes                                    | ECO                    | 17 705       | 5,09         | 0            | 0           | en stagnation |             |              |               |  |
|                        | Droite souverainiste                           | DSV                    | 5 494        | 1,58         | 0            | 0           | en stagnation |             |              |               |  |
|                        | Divers centre                                  | DVC                    | 2 351        | 0,68         | 0            | 0           | Nv            |             |              |               |  |
|                        | Divers extrême gauche                          | DXG                    | 1 984        | 0,57         | 0            | 0           | en stagnation |             |              |               |  |
|                        | Divers droite                                  | DVD                    | 1 919        | 0,55         | 0            | 0           | en stagnation |             |              |               |  |
|                        | Divers gauche                                  | DVG                    | 1 496        | 0,43         | 0            | 0           | en stagnation |             |              |               |  |
|                        | Divers                                         | DIV                    | 1 281        | 0,37         | 0            | 0           | en stagnation |             |              |               |  |
|                        | Parti radical de gauche                        | RDG                    | 1 023        | 0,29         | 0            | 0           | Nv            |             |              |               |  |
|                        |                                                |                        |              |              |              |             |               |             |              |               |  |
| Suffrages exprimés     | Suffrages exprimés                             | Suffrages exprimés     | 347 745      | 98,24        |              | 304 865     | 92,70         |             |              |               |  |
| Votes blancs           | Votes blancs                                   | Votes blancs           | 4 296        | 1,21         | 18 442       | 5,61        |               |             |              |               |  |
| Votes nuls             | Votes nuls                                     | Votes nuls             | 1 930        | 0,55         | 5 558        | 1,69        |               |             |              |               |  |
| Total                  | Total                                          | Total                  | 353 971      | 100          | 0            | 328 865     | 100           | 9           | 9            | en stagnation |  |
| Abstentions            | Abstentions                                    | Abstentions            | 429 234      | 54,80        |              | 454 405     | 58,01         |             |              |               |  |
| Inscrits/Participation | Inscrits/Participation                         | Inscrits/Participation | 783 205      | 45,20        | 783 270      | 41,99       |               |             |              |               |  |

### Cartes

Nuance politique des candidats arrivés en tête dans chaque  commune au 1er tour.
Nuance politique des candidats arrivés en tête dans chaque commune au 2e tour.

### Analyse

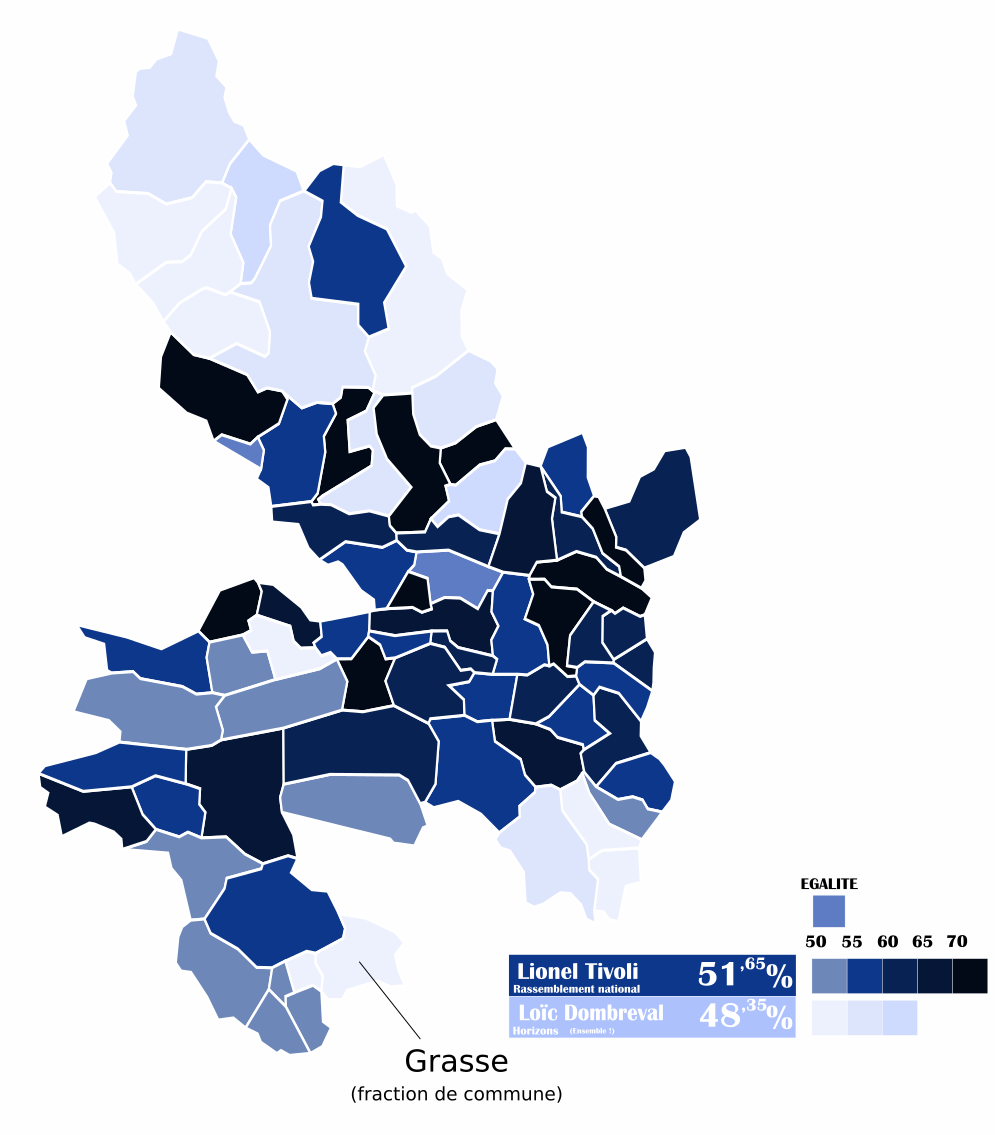
Résultats par commune du second tour dans la deuxième circonscription. On note que Loïc Dombreval est arrivé en tête à Grasse et Vence et dans quelques villes alentour ainsi que dans plusieurs villages au nord du secteur. Lionel Tivoli, lui, a fait d'excellents scores dans de nombreux villages du centre de la circonscription, dépassant parfois 70 % des voix.

Ce sont trois droites différentes qui s'affrontent lors de ces élections dans les Alpes-Maritimes et se disputent le second tour presque partout. L'extrême droite, représentée par le RN, la droite parlementaire historique, représentée par LR et menée localement par Éric Ciotti et le centre droit, rangé derrière la majorité présidentielle, notamment représenté par Horizons, dont la figure de proue locale est le maire de Nice, Christian Estrosi. C'est ce dernier camp qui pâtit le plus de ces échéances au bénéfice des deux autres.
La majorité présidentielle essuie plusieurs pertes après avoir conquis trois sièges en 2017. De ces trois circonscriptions acquises cinq ans auparavant, deux sont perdues face au RN. La première à la suite d'un duel serré à Grasse-Vence, entre le sortant LREM, Loïc Dombreval et le candidat RN, Lionel Tivoli. Ce dernier, déjà candidat en 2017 pour le FN à Antibes, connaît cette fois plus de succès. La deuxième (autour de Menton) bascule plus largement à l'extrême droite alors qu'elle avait déjà donné son meilleur score départemental au FN en juin 2017. La sortante macroniste Alexandra Valetta-Ardisson est ainsi défaite par une ex-UMP, Alexandra Masson, désormais au RN, fille de l'ancienne sénatrice UMP Hélène Masson-Maret. Le camp présidentiel résiste mieux dans la circonscription de Nice-Nord, seul secteur aussi où la NUPES parvient à qualifier un candidat dans le département. Si l'insoumis Enzo Giusti ne s'impose pas, il faut remonter aux années 1980 pour voir un candidat de gauche faire un meilleur score dans ce secteur.
Ailleurs, la droite LR "traditionnelle" parvient à s'imposer et à conserver une majorité de sièges dans le département. Elle arrive notamment à reprendre Nice-Tourrette-Levens des mains de Marine Brenier, proche de Christian Estrosi, passée à Horizons. Cette dernière, élue LR en 2017, reçoit le soutien de Nicolas Sarkozy. Mais ce soutien de taille ne suffit donc pas face à Christelle d'Intorni, maire LR de Rimplas et proche d'Eric Ciotti. Ce dernier est confortablement réélu à Nice-Sud face à un conseiller municipal niçois, le macroniste Graig Monetti. Malgré la défaite au premier tour de Laurence Trastour-Isnart, deux de ses anciens collègues sont plus chanceux. Michèle Tabarot se défait aisément d'un candidat RN pour obtenir un cinquième mandat et Eric Pauget est réélu confortablement à Antibes face à un militant macroniste. Christelle d'Introni n'est pas la seule nouvelle députée LR. La conseillère départementale, Alexandra Martin prend la succession de l'ancien maire de Cannes et doyen sortant de l'Assemblée, Bernard Brochand.
On note que quatre femmes pour neuf sièges de députés sont ainsi élues à l'Assemblée. Elles s'ajoutent aux trois sénatrices LR sur cinq, élues en 2020 pour atteindre la parité parfaite au sein de la délégation parlementaire des Alpes-Maritimes.

### Résultats par circonscription

#### Première circonscription
Député sortant : Éric Ciotti (Les Républicains).
| Candidat                 | Candidat                         | Parti et coalition       | Nuance                   | Premier tour | Premier tour | Second tour | Second tour |
| Candidat                 | Candidat                         | Parti et coalition       | Nuance                   | Voix         | %            | Voix        | %           |
| ------------------------ | -------------------------------- | ------------------------ | ------------------------ | ------------ | ------------ | ----------- | ----------- |
|                          | Éric Ciotti                      | LR (UDC)                 | LR                       | 11 271       | 31,70        | 17 737      | 56,33       |
|                          | Graig Monetti                    | LREM (ENS)               | ENS                      | 9 215        | 25,92        | 13 751      | 43,67       |
|                          | Anne-Laure Chaintron             | LFI (NUPES)              | NUP                      | 7 260        | 20,42        |             |             |
|                          | Muriel Vitetti                   | RN                       | RN                       | 4 729        | 13,30        |             |             |
|                          | Christian Razeau                 | MHAN (TUPV)              | ECO                      | 911          | 2,56         |             |             |
|                          | Sylvie Zakrzewski                | LP (UPF)                 | DSV                      | 570          | 1,60         |             |             |
|                          | Kenza Athanasopoulos             | PP                       | DVG                      | 546          | 1,54         |             |             |
|                          | Loïc Lalande                     | PA                       | ECO                      | 444          | 1,25         |             |             |
|                          | Lalla-Chama Gabrielle Ben Moulay | EAC                      | ECO                      | 332          | 0,93         |             |             |
|                          | Florent Imbert                   | LO                       | DXG                      | 192          | 0,54         |             |             |
|                          | Chantal Beaudet                  | DG                       | DIV                      | 87           | 0,24         |             |             |
|                          | Nathalie Dloussky                | ER2022 (CRIC)            | DIV                      | 1            | 0,00         |             |             |
|                          |                                  |                          |                          |              |              |             |             |
| Votes valides            | Votes valides                    | Votes valides            | Votes valides            | 35 558       | 97,38        | 31 488      | 92,66       |
| Votes blancs             | Votes blancs                     | Votes blancs             | Votes blancs             | 311          | 0,85         | 1 840       | 5,41        |
| Votes nuls               | Votes nuls                       | Votes nuls               | Votes nuls               | 647          | 1,77         | 655         | 1,93        |
| Total                    | Total                            | Total                    | Total                    | 36 516       | 100          | 33 983      | 100         |
| Abstention               | Abstention                       | Abstention               | Abstention               | 45 791       | 55,63        | 48 326      | 58,71       |
| Inscrits / participation | Inscrits / participation         | Inscrits / participation | Inscrits / participation | 82 307       | 44,37        | 82 309      | 41,29       |

#### Deuxième circonscription
Député sortant : Loïc Dombreval (La République en marche).
| Candidat                 | Candidat                 | Parti et coalition       | Nuance                   | Premier tour | Premier tour | Second tour | Second tour |
| Candidat                 | Candidat                 | Parti et coalition       | Nuance                   | Voix         | %            | Voix        | %           |
| ------------------------ | ------------------------ | ------------------------ | ------------------------ | ------------ | ------------ | ----------- | ----------- |
|                          | Lionel Tivoli            | RN                       | RN                       | 9 639        | 23,90        | 18 557      | 51,65       |
|                          | Loïc Dombreval           | LREM (ENS)               | ENS                      | 9 547        | 23,67        | 17 369      | 48,35       |
|                          | Sonia Naffati            | LFI (NUPES)              | NUP                      | 7 591        | 18,82        |             |             |
|                          | Jean-Marc Macario        | LR (UDC)                 | LR                       | 5 684        | 14,09        |             |             |
|                          | Patrick Isnard           | REC                      | REC                      | 2 930        | 7,26         |             |             |
|                          | Abdel Aïssou             | LMR                      | DVD                      | 1 396        | 3,46         |             |             |
|                          | Brigitte Reynard         | MHAN (TUPV)              | ECO                      | 1 269        | 3,15         |             |             |
|                          | Philippe Morlot          | LP (UPF)                 | DSV                      | 823          | 2,04         |             |             |
|                          | Emmanuelle Sultani       | EAC                      | ECO                      | 728          | 1,80         |             |             |
|                          | Alexandre Gaiffe         | LR diss.                 | DVD                      | 386          | 0,96         |             |             |
|                          | Alain Bouilleaux         | LO                       | DXG                      | 272          | 0,67         |             |             |
|                          | Laurent Potentier        | UCPL (CRIC)              | DIV                      | 71           | 0,18         |             |             |
|                          |                          |                          |                          |              |              |             |             |
| Votes valides            | Votes valides            | Votes valides            | Votes valides            | 40 336       | 97,95        | 35 926      | 91,98       |
| Votes blancs             | Votes blancs             | Votes blancs             | Votes blancs             | 640          | 1,51         | 2 386       | 6,11        |
| Votes nuls               | Votes nuls               | Votes nuls               | Votes nuls               | 205          | 0,54         | 745         | 1,91        |
| Total                    | Total                    | Total                    | Total                    | 41 181       | 100          | 39 057      | 100         |
| Abstention               | Abstention               | Abstention               | Abstention               | 47 998       | 53,82        | 50 124      | 56,20       |
| Inscrits / participation | Inscrits / participation | Inscrits / participation | Inscrits / participation | 89 179       | 46,18        | 89 181      | 43,80       |

#### Troisième circonscription
Député sortant : Cédric Roussel (La République en marche).
| Candidat                 | Candidat                 | Parti et coalition       | Nuance                   | Premier tour | Premier tour | Second tour | Second tour |
| Candidat                 | Candidat                 | Parti et coalition       | Nuance                   | Voix         | %            | Voix        | %           |
| ------------------------ | ------------------------ | ------------------------ | ------------------------ | ------------ | ------------ | ----------- | ----------- |
|                          | Philippe Pradal          | H (ENS)                  | ENS                      | 10 113       | 26,04        | 19 043      | 57,44       |
|                          | Enzo Giusti              | LFI (NUPES)              | NUP                      | 8 524        | 21,92        | 14 111      | 42,56       |
|                          | Benoît Kandel            | RN                       | RN                       | 6 668        | 17,17        |             |             |
|                          | Laurent Castillo         | LR (UDC)                 | LR                       | 4 973        | 12,81        |             |             |
|                          | Philippe Vardon          | REC                      | REC                      | 4 217        | 10,86        |             |             |
|                          | David-André Darmon       | MHAN (TUPV)              | ECO                      | 1 062        | 2,73         |             |             |
|                          | Dominique Boy-Mottard    | PRG                      | RDG                      | 1 023        | 2,63         |             |             |
|                          | Marie-Françoise Caussin  | EAC                      | ECO                      | 613          | 1,58         |             |             |
|                          | Marie-Ange Rivière       | LP (UPF)                 | DSV                      | 550          | 1,42         |             |             |
|                          | Gabriel-Kayne Mercier    | PA                       | ECO                      | 540          | 1,39         |             |             |
|                          | Estelle Jaquet           | LO                       | DXG                      | 259          | 0,67         |             |             |
|                          | Sylvie Bonaldi           | EPL                      | ECO                      | 207          | 0,53         |             |             |
|                          | Yann Benoit              | DG                       | DIV                      | 84           | 0,22         |             |             |
|                          |                          |                          |                          |              |              |             |             |
| Votes valides            | Votes valides            | Votes valides            | Votes valides            | 38 833       | 98,29        | 33 154      | 90,46       |
| Votes blancs             | Votes blancs             | Votes blancs             | Votes blancs             | 458          | 1,16         | 2 425       | 6,62        |
| Votes nuls               | Votes nuls               | Votes nuls               | Votes nuls               | 217          | 0,55         | 1 071       | 2,92        |
| Total                    | Total                    | Total                    | Total                    | 39 508       | 100          | 36 650      | 100         |
| Abstention               | Abstention               | Abstention               | Abstention               | 52 313       | 56,97        | 55 165      | 60,08       |
| Inscrits / participation | Inscrits / participation | Inscrits / participation | Inscrits / participation | 91 821       | 43,03        | 91 815      | 39,92       |

#### Quatrième circonscription
Députée sortante : Alexandra Valetta-Ardisson (La République en marche).
| Candidat                 | Candidat                   | Parti et coalition       | Nuance                   | Premier tour | Premier tour | Second tour | Second tour |
| Candidat                 | Candidat                   | Parti et coalition       | Nuance                   | Voix         | %            | Voix        | %           |
| ------------------------ | -------------------------- | ------------------------ | ------------------------ | ------------ | ------------ | ----------- | ----------- |
|                          | Alexandra Masson           | RN                       | RN                       | 10 925       | 28,87        | 19 487      | 56,20       |
|                          | Alexandra Valetta-Ardisson | LREM (ENS)               | ENS                      | 8 464        | 22,37        | 15 185      | 43,80       |
|                          | Sophie Bournot             | PCF (NUPES)              | NUP                      | 5 803        | 15,33        |             |             |
|                          | Roger Roux                 | LR (UDC)                 | LR                       | 5 494        | 14,52        |             |             |
|                          | Damien Rieu                | REC                      | REC                      | 4 036        | 10,66        |             |             |
|                          | Pascal Ducreux             | MHAN (TUPV)              | ECO                      | 1 117        | 2,95         |             |             |
|                          | Fabrice Carbonel           | LP (UPF)                 | DSV                      | 680          | 1,80         |             |             |
|                          | David Bieder               | PA                       | ECO                      | 534          | 1,41         |             |             |
|                          | Christine Beyl             | EAC                      | ECO                      | 530          | 1,40         |             |             |
|                          | Joseph Markiel             | LO                       | DXG                      | 261          | 0,69         |             |             |
|                          |                            |                          |                          |              |              |             |             |
| Votes valides            | Votes valides              | Votes valides            | Votes valides            | 37 844       | 98,06        | 34 672      | 93,36       |
| Votes blancs             | Votes blancs               | Votes blancs             | Votes blancs             | 528          | 1,37         | 1 744       | 4,70        |
| Votes nuls               | Votes nuls                 | Votes nuls               | Votes nuls               | 220          | 0,57         | 721         | 1,94        |
| Total                    | Total                      | Total                    | Total                    | 38 592       | 100          | 37 137      | 100         |
| Abstention               | Abstention                 | Abstention               | Abstention               | 46 689       | 54,75        | 48 154      | 56,46       |
| Inscrits / participation | Inscrits / participation   | Inscrits / participation | Inscrits / participation | 85 281       | 45,25        | 85 291      | 43,54       |

#### Cinquième circonscription
Députée sortante : Marine Brenier-Ohanessian (Horizons).
| Candidat                 | Candidat                  | Parti et coalition       | Nuance                   | Premier tour | Premier tour | Second tour | Second tour |
| Candidat                 | Candidat                  | Parti et coalition       | Nuance                   | Voix         | %            | Voix        | %           |
| ------------------------ | ------------------------- | ------------------------ | ------------------------ | ------------ | ------------ | ----------- | ----------- |
|                          | Marine Brenier-Ohanessian | H (ENS)                  | ENS                      | 10 400       | 26,14        | 14 623      | 42,46       |
|                          | Christelle D'Intorni      | LR (UDC)                 | LR                       | 8 943        | 22,48        | 19 814      | 57,54       |
|                          | Frank Khalifa             | RN                       | RN                       | 7 560        | 19,00        |             |             |
|                          | Philippe Benassaya        | EELV (NUPES)             | NUP                      | 7 052        | 17,73        |             |             |
|                          | Cédric Vella              | REC                      | REC                      | 2 843        | 7,15         |             |             |
|                          | Géraldine Maiyé           | MHAN (TUPV)              | ECO                      | 1 381        | 3,47         |             |             |
|                          | Thibault Delhez           | DLF (UPF)                | DSV                      | 669          | 1,68         |             |             |
|                          | Nathalie Soisson          | PA                       | ECO                      | 465          | 1,17         |             |             |
|                          | Agnès Benkemoun           | LO                       | DXG                      | 293          | 0,74         |             |             |
|                          | J.-C. Wahid Spach         | DG                       | DIV                      | 177          | 0,44         |             |             |
|                          |                           |                          |                          |              |              |             |             |
| Votes valides            | Votes valides             | Votes valides            | Votes valides            | 39 783       | 98,28        | 34 437      | 92,29       |
| Votes blancs             | Votes blancs              | Votes blancs             | Votes blancs             | 458          | 1,11         | 2 135       | 5,72        |
| Votes nuls               | Votes nuls                | Votes nuls               | Votes nuls               | 239          | 0,61         | 741         | 1,99        |
| Total                    | Total                     | Total                    | Total                    | 40 480       | 100          | 37 313      | 100         |
| Abstention               | Abstention                | Abstention               | Abstention               | 50 692       | 55,60        | 53 864      | 59,08       |
| Inscrits / participation | Inscrits / participation  | Inscrits / participation | Inscrits / participation | 91 172       | 44,40        | 91 177      | 40,92       |

#### Sixième circonscription
Députée sortante : Laurence Trastour-Isnart (Les Républicains).
| Candidat                 | Candidat                 | Parti et coalition       | Nuance                   | Premier tour | Premier tour | Second tour | Second tour |
| Candidat                 | Candidat                 | Parti et coalition       | Nuance                   | Voix         | %            | Voix        | %           |
| ------------------------ | ------------------------ | ------------------------ | ------------------------ | ------------ | ------------ | ----------- | ----------- |
|                          | Bryan Masson             | RN                       | RN                       | 9 349        | 25,32        | 17 564      | 51,35       |
|                          | Jean-Bernard Mion        | H (ENS)                  | ENS                      | 8 489        | 22,99        | 16 642      | 48,65       |
|                          | Laurence Trastour-Isnart | LR (UDC)                 | LR                       | 7 450        | 20,18        |             |             |
|                          | Nicole Mazzella          | LFI (NUPES)              | NUP                      | 4 910        | 13,30        |             |             |
|                          | Denis Cieslik            | REC                      | REC                      | 3 590        | 9,72         |             |             |
|                          | Philippe Robiony         | MHAN (TUPV)              | ECO                      | 979          | 2,65         |             |             |
|                          | Pierre Piacentini        | EAC                      | ECO                      | 597          | 1,62         |             |             |
|                          | Philippe Touezau-Moneni  | RES                      | DVC                      | 539          | 1,46         |             |             |
|                          | Guillaume Julien         | PA                       | ECO                      | 468          | 1,27         |             |             |
|                          | Philippe Louvez          | DLF (UPF)                | DSV                      | 391          | 1,06         |             |             |
|                          | Danièle Bartoli          | LO                       | DXG                      | 157          | 0,43         |             |             |
|                          |                          |                          |                          |              |              |             |             |
| Votes valides            | Votes valides            | Votes valides            | Votes valides            | 36 919       | 98,19        | 34 206      | 94,18       |
| Votes blancs             | Votes blancs             | Votes blancs             | Votes blancs             | 597          | 1,59         | 1 876       | 5,17        |
| Votes nuls               | Votes nuls               | Votes nuls               | Votes nuls               | 83           | 0,22         | 238         | 0,66        |
| Total                    | Total                    | Total                    | Total                    | 37 599       | 100          | 36 320      | 100         |
| Abstention               | Abstention               | Abstention               | Abstention               | 42 568       | 53,10        | 43 857      | 54,70       |
| Inscrits / participation | Inscrits / participation | Inscrits / participation | Inscrits / participation | 80 167       | 46,90        | 80 177      | 45,30       |

#### Septième circonscription
Député sortant : Éric Pauget (Les Républicains).
| Candidat                 | Candidat                 | Parti et coalition       | Nuance                   | Premier tour | Premier tour | Second tour | Second tour |
| Candidat                 | Candidat                 | Parti et coalition       | Nuance                   | Voix         | %            | Voix        | %           |
| ------------------------ | ------------------------ | ------------------------ | ------------------------ | ------------ | ------------ | ----------- | ----------- |
|                          | Éric Pauget              | LR (UDC)                 | LR                       | 12 031       | 26,46        | 22 496      | 58,84       |
|                          | Éric Mèle                | H - LREM (ENS)           | ENS                      | 10 814       | 23,78        | 15 738      | 41,16       |
|                          | Tanguy Cornec            | RN                       | RN                       | 7 675        | 16,88        |             |             |
|                          | Arthur Meyer-Abbatucci   | LFI (NUPES)              | NUP                      | 7 086        | 15,58        |             |             |
|                          | Audrey Marius            | REC                      | REC                      | 3 472        | 7,64         |             |             |
|                          | Marie-José Vallade       | MHAN (TUPV)              | ECO                      | 1 146        | 2,52         |             |             |
|                          | Arnaud Delcasse          | GRS (FGR)                | DVG                      | 950          | 2,09         |             |             |
|                          | Axel Hvidsten            | EAC                      | ECO                      | 566          | 1,24         |             |             |
|                          | Megane Pargaud           | PA                       | ECO                      | 544          | 1,20         |             |             |
|                          | Laurie Febvay            | DLF (UPF)                | DSV                      | 524          | 1,15         |             |             |
|                          | Stanislas Marechal       | PP                       | DIV                      | 366          | 0,80         |             |             |
|                          | Bérengère Humbert        | OF                       | DVD                      | 137          | 0,30         |             |             |
|                          | Christian Pétard         | LO                       | DXG                      | 124          | 0,27         |             |             |
|                          | Yassin-Faisal Belguechi  | SE                       | DIV                      | 33           | 0,07         |             |             |
|                          |                          |                          |                          |              |              |             |             |
| Votes valides            | Votes valides            | Votes valides            | Votes valides            | 45 468       | 98,71        | 38 234      | 92,75       |
| Votes blancs             | Votes blancs             | Votes blancs             | Votes blancs             | 501          | 1,09         | 2 477       | 6,01        |
| Votes nuls               | Votes nuls               | Votes nuls               | Votes nuls               | 93           | 0,20         | 512         | 1,24        |
| Total                    | Total                    | Total                    | Total                    | 46 062       | 100          | 41 223      | 100         |
| Abstention               | Abstention               | Abstention               | Abstention               | 51 469       | 52,77        | 56 322      | 57,74       |
| Inscrits / participation | Inscrits / participation | Inscrits / participation | Inscrits / participation | 97 531       | 47,23        | 97 545      | 42,26       |

#### Huitième circonscription
Député sortant : Bernard Brochand (Les Républicains).
| Candidat                 | Candidat                 | Parti et coalition       | Nuance                   | Premier tour | Premier tour | Second tour | Second tour |
| Candidat                 | Candidat                 | Parti et coalition       | Nuance                   | Voix         | %            | Voix        | %           |
| ------------------------ | ------------------------ | ------------------------ | ------------------------ | ------------ | ------------ | ----------- | ----------- |
|                          | Alexandra Martin         | LR (UDC)                 | LR                       | 12 144       | 33,40        | 21 547      | 69,27       |
|                          | Jean-Valéry Desens       | H (ENS)                  | ENS                      | 7 080        | 19,47        | 9 557       | 30,73       |
|                          | Dorette Landerer         | RN                       | RN                       | 6 766        | 18,61        |             |             |
|                          | Lucia Soudant            | LFI (NUPES)              | NUP                      | 4 506        | 12,39        |             |             |
|                          | Adrien Grosjean          | REC                      | REC                      | 3 481        | 9,58         |             |             |
|                          | Marie Bibiano            | LMPA (TUPV)              | ECO                      | 658          | 1,81         |             |             |
|                          | Adélia Martins           | DLF (UPF)                | DSV                      | 620          | 1,71         |             |             |
|                          | Chantal Hamonet          | EAC                      | ECO                      | 504          | 1,39         |             |             |
|                          | Chantal Fontanesi        | PA                       | ECO                      | 272          | 0,75         |             |             |
|                          | Marie-José Pereira       | LO                       | DXG                      | 163          | 0,45         |             |             |
|                          | Damien Dubois            | POID                     | DXG                      | 89           | 0,24         |             |             |
|                          | Bernard Claudel          | AdP                      | DIV                      | 72           | 0,20         |             |             |
|                          |                          |                          |                          |              |              |             |             |
| Votes valides            | Votes valides            | Votes valides            | Votes valides            | 36 355       | 98,71        | 31 104      | 93,53       |
| Votes blancs             | Votes blancs             | Votes blancs             | Votes blancs             | 364          | 0,99         | 1 736       | 5,22        |
| Votes nuls               | Votes nuls               | Votes nuls               | Votes nuls               | 110          | 0,30         | 415         | 1,25        |
| Total                    | Total                    | Total                    | Total                    | 36 829       | 100          | 33 255      | 100         |
| Abstention               | Abstention               | Abstention               | Abstention               | 47 468       | 56,31        | 51 053      | 60,56       |
| Inscrits / participation | Inscrits / participation | Inscrits / participation | Inscrits / participation | 84 297       | 43,69        | 84 308      | 39,44       |

#### Neuvième circonscription
Députée sortante : Michèle Tabarot (Les Républicains).
| Candidat                 | Candidat                 | Parti et coalition       | Nuance                   | Premier tour | Premier tour | Second tour | Second tour |
| Candidat                 | Candidat                 | Parti et coalition       | Nuance                   | Voix         | %            | Voix        | %           |
| ------------------------ | ------------------------ | ------------------------ | ------------------------ | ------------ | ------------ | ----------- | ----------- |
|                          | Michèle Tabarot          | LR (UDC)                 | LR                       | 10 605       | 28,94        | 19 998      | 63,06       |
|                          | Franck Galbert           | RN                       | RN                       | 7 518        | 20,51        | 11 646      | 36,94       |
|                          | Mayaa Tudiesche          | LREM (ENS)               | ENS                      | 5 538        | 15,11        |             |             |
|                          | Chantal Chasseriaud      | PS (NUPES)               | NUP                      | 5 395        | 14,72        |             |             |
|                          | Xuan Truong Nguyen       | REC                      | REC                      | 2 712        | 7,40         |             |             |
|                          | Jean-Paul Camerano       | LREM diss.               | DVC                      | 1 812        | 4,94         |             |             |
|                          | Evelyne Barroero         | MHAN (TUPV)              | ECO                      | 1 351        | 3,69         |             |             |
|                          | David Pauchet            | LP (UPF)                 | DSV                      | 667          | 1,82         |             |             |
|                          | Christian Matuszewski    | EAC                      | ECO                      | 487          | 1,33         |             |             |
|                          | Nicolas Boulay           | PP                       | DIV                      | 390          | 1,06         |             |             |
|                          | Liliane Pécout           | LO                       | DXG                      | 174          | 0,47         |             |             |
|                          |                          |                          |                          |              |              |             |             |
| Votes valides            | Votes valides            | Votes valides            | Votes valides            | 36 649       | 98,51        | 31 644      | 93,27       |
| Votes blancs             | Votes blancs             | Votes blancs             | Votes blancs             | 439          | 1,18         | 1 823       | 5,37        |
| Votes nuls               | Votes nuls               | Votes nuls               | Votes nuls               | 116          | 0,31         | 460         | 1,36        |
| Total                    | Total                    | Total                    | Total                    | 37 204       | 100          | 33 927      | 100         |
| Abstention               | Abstention               | Abstention               | Abstention               | 44 246       | 54,32        | 47 540      | 58,35       |
| Inscrits / participation | Inscrits / participation | Inscrits / participation | Inscrits / participation | 81 450       | 45,68        | 81 467      | 41,65       |